# Endor
Az Endor a Csillagok háborúja elképzelt univerzumának egyik holdja.
Az ezüstös színű Endor gázóriás bolygó a körülötte keringő 9 hold közül a másodikról nevezetes, melyet az Endor erdőholdja (gyakran: Endor) néven emlegetnek, amit a bennszülöttek Tana néven ismernek. (Azok a jelentések, amik az Endor gázóriásnak egy hatalmas kataklizmában való eltűnéséről szólnak, nem igazak, és „az endori hoax” néven ismeretesek).
Maga a gázóriás bolygó nem játszik szerepet a történésekben, a filmekben sem jelenik meg, lakhatatlan, ezért sokan (kissé félreérthető módon) Endor név alatt az Endor bolygó második holdját értik.
A hold szerepet kap a következő filmekben (A Jedi visszatéren kívül): Caravan of Courage: An Ewok Adventure, Ewoks: The Battle for Endor, és az animációs Marvel Comics Star Wars: Ewoks sorozatban.

## Leírása
Az erdőholdnak a standardnál valamivel kisebb gravitációja van. Vegetációja főleg erdőből áll, ami szinte az egész holdat beborítja.  Felszínén három értelmes bennszülött faj él. Az erdőholdon kisebb számban menekültek is élnek, ugyanis a világűr helyi anomáliája miatt a közeli hiperűrben a Szannyasza és Zorbia rendszerből (és távolibb csillagrendszerekből) származó csillaghajók szerencsétlenül jártak, és a túlélők a holdon telepedtek le.

## Bennszülött fajok
Az evokok a hold legismertebb lakói, körülbelül 1 méter magas medveszerű lények, egész testüket sűrű szőrtakaró fedi. Mindenevők. A magas fákon kialakított házaikban élnek. Technológiájuk kezdetleges, de mérnökeik ügyesek, harcosaik pedig elszántak és ravaszak. Ezt az ellenük küldött birodalmi rohamosztagosok is tanúsíthatják. A holdon ugyanis a Galaktikus Birodalom egy energiaellátó állomást létesített, ami a hold közelében épülő második Halálcsillag védelméhez szolgáltatta folyamatosan az energiát. A Lázadók ezt az állomást támadták meg és robbantották fel A Jedi visszatér című filmben.
Az ewokok közül néhányan a Lázadók győzelme után, az Új Köztársaság idején a galaxis távoli helyein csillaghajókon tüzérként szolgáltak és alapszinten a galaktikus nyelvet is megtanulták.
A békés yuzzumok a hold szavannáin és az erdők talaján élnek. Lábuk hosszú, hangjuk messzire hangzik, fülük éles. Sok ismert énekesük van, akik közül néhányan karriert csináltak – mint például a Max Rebo együttesben éneklő Joh Yowza.
A goraxokat sokan legendának tartják, pedig tényleg léteznek. Ezek a hatalmas, rosszindulatú, félig-értelmes lények szerencsére elég ritkák.

## Történelme
Az endori csata előtt a holdat csak menekültek és zarándokok keresték fel. A császár halála után a Lázadók egyik ideig állomást tartottak fenn itt. A nagai támadók elüldözték a Lázadókat a holdról. Ezek után kereskedők, kémek, bányászok, szuvenírvadászok, még turistacsoportok is érkeztek a holdra. Az Endor azonban olyan távoli rendszer, hogy ez az érdeklődés hamar megszűnt, a Szövetség győzelme után 15 évvel is csak egy kis kereskedelmi állomás köti össze az erdőholdat a galaxis többi részével.
A hold és az ewokok fordulópontot jelentenek a Galaktikus Polgárháborúban A Jedi visszatér című filmben. A Lázadók Szövetsége ekkor tudja elpusztítani a második Halálcsillagot, amit a Birodalom az Endor hold közelében épít.
A második Halálcsillag védelmi pajzsának generátora a holdon található, a pajzs körbeveszi és gyakorlatilag támadhatatlanná teszi a Halálcsillagot.
A felkelők egy kis csoportja Han Solo vezetésével egy lopott birodalmi hajóval és kóddal leszállási engedélyt kap a hold felszínére. Az engedély megadásához nagyban hozzájárul, hogy Darth Vader megérzi fia, Luke Skywalker jelenlétét a felkelők hajóján, ezért tudatosan engedélyezi a leszállást.
A csoport feladata a generátor elpusztítása a holdon.
A csoportot azonban nem csak a birodalmi rohamosztagosok támadják, hanem a kőkorszaki haditechnikával rendelkező bennszülött ewokok is, akik foglyul ejtik a kis csapatot. Szerencsére azonban az ewokok hitvilágában szerepet kap egy C-3PO-hoz hasonló lény, akit istenként tisztelnek, ezért C-3PO Luke jedi-tudásával és demonstrációjával eléri, hogy a csapatot ne süssék meg elevenen a tiszteletére, hanem engedjék szabadon.
Ezek után a ewokok szövetségesként harcolnak a birodalmiak ellen.
Miután a holdon lévő generátort felrobbantották, nyitva áll az út a Halálcsillag felrobbantása előtt, ehhez a Lázadók Lando Calrissian vezetésével (aki a Hans Solótól kölcsönbe kapott Ezeréves Sólyom fedélzetén parancsnokol) totális támadást indítanak, és a központi generátor kilövésével megsemmisítik azt.

## Kritikai elemzés
Az alábbi elemzés a Star Wars: Technical Commentaries számításai és megfontolásai alapján készült, a filmben ezen lehetséges következmények ábrázolása nem jelenik meg.
Egy alacsony pályán keringő hatalmas mesterséges égitest felrobbanása mindenképpen óriási hatást gyakorol a közelében lévő holdra és annak lakóira.
Mivel a Halálcsillag a filmben látható módon alacsony, de ugyanakkor szinkronpályán kering, ez azt jelenti, hogy az energiapajzs tartja ezen a pályán. A Halálcsillag egyébként állandó mozgásban lenne a hold egén, néhány perc alatt eltűnne a horizont alatt és legfeljebb néhány óra alatt megkerülné azt, majd néhány keringés után a légkör fékező hatásának következményeként becsapódna a felszínbe.
A fenntartás mechanizmusa a Halálcsillagon kell legyen, mivel a holdi generátor felrobbanása után is még a helyén marad és nem kezd el zuhanni a hold felszíne felé. A kilövés darabokra szakítja, aminek egy része a holdra a robbanás után perceken, vagy legfeljebb órákon belül meteoreső formájában hullana le, ami kiterjedt erdőtüzeket okozna. A tüzek a tűzoltás hiányában (ilyesmivel az ewokok nem rendelkeznek) a hold teljes felszínére kiterjednének.
A Halálcsillag nem semmisül meg teljesen, ezért kisebb-nagyobb darabjai a holdra kell hogy hulljanak. Ha ezek a darabok elegendően kicsik (porszem nagyságúak), a hold légkörében maradva hosszú ideig tartó nukleáris telet és globális lehűlést hoznának létre. A nagyobb becsapódó darabok – amik több kilométeresek is lehetnek – gyorsabb katasztrófát okoznak, földrengések és pokoli erdőtüzek következményeként az élővilág nagy része kihalna.
Elképzelhető lenne, hogy a Halálcsillag a benne lévő, antianyagot felhasználó generátor miatt totálisan megsemmisül vagyis szétsugárzódik. Ebben az esetben azonban a sugárzás röntgensugárzás és nagy energiájú részecskék formájában pusztítaná el az élőlényeket (a holdon tartózkodók egy részét, de a Lázadók flottájának pilótáit mindenképpen). A Halálcsillag generátorának működése nem teljesen tisztázott, de az világos, hogy a nukleáris energiáknál sokkal nagyobb energiák állnak rendelkezésre (ami akár egy egész bolygó elpusztítására elegendő, lásd: Alderaan). Ennek megfelelően a közvetlen sugárzó hatás után a holdra lezuhanó részei is valószínűleg sugárzás formájában pusztítanák az ott található élővilágot.
A Halálcsillag robbanásának pillanatában látható egyenlítői gyűrű mibenléte nem tisztázott, valószínűleg itt is valamilyen sugárzásról lehet szó.
A hold túlsó oldala látszólag védett a közvetlen hatásokkal szemben, azonban nem ez a helyzet, mert bár a Halálcsillag szétrobbanó darabjainak nagy része a világűr felé tartó pályán mozog, azonban ezek a darabok is az égi mechanika törvényeinek engedelmeskedve visszahullanának a hold felszínére, a távolabbi, nem látható területekre is.
A további történetek nem tárgyalják a fenti, reális kataklizmák következményeit és ezek felszámolását, ezért további spekulációk lehetségesek:
- „A Halálcsillag robbanása utáni percekben a Lázadók Szövetsége el tudta vontatni a Halálcsillag szétrobbanó darabjait a hold közeléből és a világűr irányába továbbította azokat.”

A hajókon rendelkezésre álló védőpajzsok és vonósugarak azonban nem ekkora test mozgatására lettek tervezve. A Halálcsillag tömege olyan óriási a Lázadók hajóihoz képest, hogy a rá való erőkifejtés hatása minimális. Ha ez nagyobb lett volna, a Lázadóknak nem kellett volna a hold közelében elpusztítaniuk a Halálcsillagot, hanem előbb biztonságos távolságba tudták volna vontatni. Erre nyilván nem volt lehetőség.
- „A Lázadók a robbanás után a nagyobb darabok után vadászva röpködnek a hold légkörében és kilövéssel megsemmisítik azokat.” Ezek azonban csak a nagyobb darabok, és a Halálcsillag óriási tömegét tekintve csak kisebb hányadot képviselnek, a nagyobb mennyiség elég a légkörben és por formájában hosszú ideig a levegőben marad és globális lehűlést okoz.

A Halálcsillag felrobbanásának következménye az Endor élővilágának teljes kipusztulása.

## Filmes helyszín

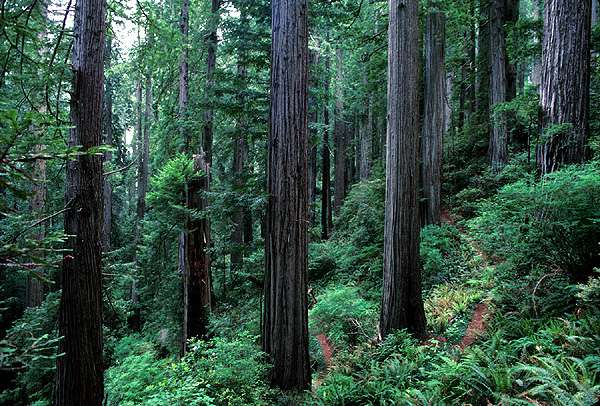
A redwoodi nemzeti park, ahol az erdei felvételek készültek

A Jedi visszatér c. filmben lévő Endor hold erdei felvételeit a Jedediah Smith Redwoods nemzeti parkban vették fel Crescent City közelében (Kalifornia, USA).